# Mùa bão Tây Bắc Thái Bình Dương 2005
Mùa bão Tây Bắc Thái Bình Dương 2005 là một sự kiện mà theo đó các xoáy thuận nhiệt đới hình thành ở vùng phía tây bắc của Thái Bình Dương. Mùa bão sẽ kéo dài trong suốt năm 2005 với phần lớn các cơn bão hình thành từ tháng 5 đến tháng 11. Bài viết này chỉ đề cập đến các cơn bão hình thành trong phạm vi của Thái Bình Dương ở Bắc Bán Cầu và từ kinh tuyến 100 đến 180 độ. Trong khu vực tây bắc Thái Bình Dương, có 2 cơ quan khí tượng hoạt động độc lập nhau, nên một cơn bão có thể có 2 tên gọi khác nhau. JMA sẽ đặt tên cho một cơn bão khi sức gió duy trì trong vòng 10 phút đạt ít nhất 65 km/h, (40 mph) bất kỳ nơi đây trong vùng đã đề cập trên. Trong Khi đó, PAGASA sẽ đặt tên cho một cơn bão khi nó hình thành từ một áp thấp nhiệt đới trong phạm vi giám sát của họ giữa 135°Đ và 115°Đ và giữa 5°B-25°B thậm chí JMA đã đặt tên cho nó. Các áp thấp nhiệt đới được JTWC theo dõi và đặt tên có ký tự "W" phía trước một con số.
Mùa bão năm 2005, bão và áp thấp nhiệt đới tập trung ở khu vực từ Nam Định đến Hà Tĩnh với 6 cơn bão. Cơn bão số 2 (Washi) đổ bộ vào Nam Định - Ninh Bình và cơn bão số 7 (Damrey) đổ bộ vào Ninh Bình - Thanh Hóa là 2 cơn bão gây thiệt hại nghiêm trọng, tàn phá đê biển Bắc Bộ và Thanh Hóa.

## Tên gọi của bão

### Tên quốc tế
Các xoáy thuận nhiệt đới được đặt tên theo danh sách bên dưới do Trung tâm khí tượng khu vực chuyên biệt ở Tokyo, Nhật Bản, khi một xoáy thuận đạt đến độ mạnh của bão. Các tên gọi do các thành viên của ESCAP/WMO Typhoon Committee đề xuất. Mỗi nước trong số 14 nước và vùng lãnh thổ thành viên đưa ra 10 tên gọi, được sử dụng theo thứ tự ABC, bằng tên tiếng Anh của quốc gia đó. Sau đây là các tên gọi đã đặt cho các cơn bão năm 2005.
| - Kulap (0501) - Roke (0502) - Sonca (0503) - Nesat (0504) - Haitang (0505) - Nalgae (0506) | - Banyan (0507) - Washi (0508) - Matsa (0509) - Sanvu (0510) - Mawar (0511) - Guchol (0512) | - Talim (0513) - Nabi (0514) - Khanun (0515) - Vicente (0516) - Saola (0517) - Damrey (0518) | - Longwang (0519) - Kirogi (0520) - Kai-tak (0521) - Tembin (0522) - Bolaven (0523) |

### Tên địa phương của Philippine
Cơ quan Pagasa sử dụng chương trình đặt tên riêng của mình cho cơn bão nhiệt đới trong khu vực theo dõi của họ. Pagasa đặt tên cho áp thấp nhiệt đới đã hình thành trong khu vực theo dõi của mình và bất kỳ cơn bão nhiệt đới có thể di chuyển vào khu vực theo dõi của họ. Nên danh sách các tên trong năm đó bị sử dụng hết, tên sẽ được lấy từ một danh sách phụ trợ, các bão đầu tiên được xuất bản mỗi năm trước khi mùa bão bắt đầu. Tên còn lập lại (chưa bị khai tử) từ danh sách này sẽ được sử dụng một lần nữa trong mùa bão năm 2017. Đây là danh sách tương tự được sử dụng trong mùa bão 2005.
| - Auring (0502) - Bising(0503) - Crising - Dante (0504) - Emong | - Feria (0505) - Gorio] (0509) - Huaning (0510) - Isang (0513) - Jolina (0514) | - Kiko (0515) - Labuyo (0518) - Maring (0519) - Nando (0520) - Ondoy (0522) | - Pepeng (0523) - Quedan (25W) - Ramil (chưa sử dụng) - Santi (chưa sử dụng) - Tino (chưa sử dụng) | - Undang (chưa sử dụng) - Vinta (chưa sử dụng) - Wilma (chưa sử dụng) - Yolanda (chưa sử dụng) - Zoraida (chưa sử dụng) |

Danh sách phụ trợ

| - Alamid (chưa sử dụng) - Bruno (chưa sử dụng) | - Conching (chưa sử dụng) - Dolor (chưa sử dụng) | - Ernie (chưa sử dụng) - Florante (chưa sử dụng) | - Gerardo (chưa sử dụng) - Hernan (chưa sử dụng) | - Isko (chưa sử dụng) - Jerome (chưa sử dụng) |

### Số hiệu một cơn bão tại Việt Nam

#### Các cơn bão
Ở Việt Nam một cơn bão được đặt số hiệu khi nó đi vào vùng thuộc phạm vi theo dõi của Trung tâm Dự báo Khí tượng Thủy văn Trung ương Quốc gia được xác định trên biển Đông phía Tây kinh tuyến 120 độ kinh Đông và phía bắc vĩ tuyến 05 độ vĩ Bắc. Số hiệu của bão được đặt theo số thứ tự xuất hiện của nó trong năm ví dụ: Bão số 1, bão số 2,...
Dưới đây là các cơn bão đã được Trung tâm Dự báo Khí tượng Thủy văn Trung ương Quốc gia đặt số hiệu trong năm 2005:
| - Bão số 1 (Roke) (tan ở Nam Biển Đông) - Bão số 2 (Washi) (đổ bộ phía Bắc tỉnh Ninh Bình) - Bão số 3 (không chính thức) (đổ bộ Thanh Hóa) - Bão số 4 (Sanvu) (đổ bộ Nam Trung Quốc) - Bão số 5 (không chính thức) (đổ bộ Nghệ An) - Bão số 6 (Vicente) (đổ bộ phía Bắc tỉnh Hà Tĩnh) - Bão số 7 (Damrey) (đổ bộ phía Bắc tỉnh Thanh Hóa) - Bão số 8 (Kai-tak) (tan ở ven bờ Nam Định-Ninh Bình) - Bão số 9 (Tembin) (tan ở Bắc Biển Đông) |

#### Về hai cơn bão số 3 và số 5
Là hai cơn bão không chính thức, chỉ là các áp thấp nhiệt đới theo dự báo của các đài khác nhưng Việt Nam thì cho là bão.
- Cơn bão số 3: Hình thành từ một vùng thấp trên quần đảo Hoàng Sa, mạnh lên thành bão trên Vịnh Bắc Bộ, đổ bộ Thanh Hóa ngày 12 tháng 8.
- Cơn bão số 5: Hình thành từ một vùng thấp gần Philippines và mạnh lên thành bão trên Vịnh Bắc Bộ, đổ bộ Nghệ An ngày 30 tháng 8.[3]